# Sheldon (Dakota Północna)
Sheldon – miasto w Stanach Zjednoczonych, w stanie Dakota Północna, w hrabstwie Ransom.